# Giles de Braose
Giles de Braose (1170 circa – 17 novembre 1215) è stato un vescovo cattolico britannico, figlio di Matilde de Braose e di Guglielmo de Braose, IV signore di Bramber, fu vescovo di Hereford.

## Biografia
Giles de Braose nacque attorno al 1170 da Matilde de Braose e da Guglielmo de Braose, IV signore di Bramber, era il secondogenito di una coppia di ricchi e potenti possidenti, con numerose terre nel Galles e in Inghilterra. Suo padre godeva del favore del re, Giovanni d'Inghilterra e questo assicurava alla famiglia influenza e ricchezze.
Giles venne eletto vescovo di Hereford attorno al 19 settembre 1200 e consacrato meno di una settimana dopo, per un certo periodo si era parlato di eleggere il cronacotecario Walter Map, ma la morte di Riccardo Cuor di Leone aveva affossato questa possibilità. Al trono era infatti salito il fratello di Riccardo, Giovanni d'Inghilterra e Giles doveva la sua elezione alla preferenza che il nuovo sovrano accordava a suo padre, il Signore di Bramber, che non mancò di favorire il figlio del proprio cortigiano preferito. Si presuppone che sia stato Giles a costruire la torre della cattedrale di Brecon, una sua immagine è dipinta in una finestra della navata nord, ed anche di quella della cattedrale di Hereford, qua si può vedere una sua effigie in alabastro dove stringe al petto una torre.
Nei circa 50 documenti rimasti dell'epoca in cui Giles fu vescovo, si evince che aveva una buona conoscenza della legge canonica, che fu spesso impiegato dal Papa come giudice delegato per controversie che poi dovevano essere rinviate a Roma. Finché Hereford fece parte delle Marche Gallesi Giles fu impegnato a dirimere conflitti sui confini e fu coinvolto nelle vicende politiche locali, compresa una disputa fra il re ed un principe gallese che si risolse attorno al 1204.
Nel 1206 Giles nominò un nuovo sceriffo dell'Herefordshire, un uomo che pareva dovere la sua posizione alla pressione fatta sia a Giles che a suo padre. Nel 1208 i rapporti fra il sovrano ed i genitori volsero al peggio, Giovanni requisì loro alcune proprietà in Inghilterra e pose sotto assedio la loro dimora nel Galles. Pare che sua madre Matilde avesse fatto un incauto commento sul coinvolgimento di Giovanni nella morte di suo nipote Arturo e che il rifiuto di Matilde di mandare il suo figlio maggiore William a corte come ostaggio sia stata la goccia che ha fatto traboccare il vaso. Giles comprese che avrebbe potuto essere preso in ostaggio egli stesso, così nel maggio del 1208 scappò in Francia. Lì conobbe un gruppo di esiliati inglesi che tentavano di gettare le basi per un'invasione francese condotta dal re Filippo II di Francia la notizia che, nel 1210, la madre ed il fratello erano stati condannati a morire di fame può aver accentuato la sua antipatia per il re e, nel 1212, riuscì a favorire un'alleanza fra il sovrano francese ed il principe gallese Llywelyn Fawr ap Iorwerth.
Nel 1213 Giles riuscì a rientrare in patria con il favore rinnovato del sovrano inglese, comprese però che le terre dei suoi nipoti, i figli di William morto di fame insieme alla madre, non sarebbero state loro restituite, tentò quindi un compromesso, nel 1214, che però fallì. A seguito di questa sua iniziativa Giovanni d'Inghilterra gli confiscò alcune rendite vescovili, questo facilitò il passaggio di Giles al partito dei baroni e insieme a Llywelyn Fawr ap Iorwerth organizzò un raid contro il castello di Hugh de Mortimer a Wigmore, questi infatti era l'unico barone delle marche rimasto fedele a Giovanni. Tuttavia nell'ottobre del 1214 la pace fra baroni e re pareva fatta, pace di breve durata perché nel 1215 Giles ed il fratello Reginald, seguendo il principe Llywelyn Fawr ap Iorwerth combatterono per riprendersi le terre avite oltre ad altri castelli. Tuttavia in ottobre Giles cercò di nuovo la pace ed il re gliela concesse dietro il pagamento di una pesante ammenda, il fratello Reginald però non lo seguì e rimase fedele ai baroni.
In quel periodo Giles era diventato il custode delle proprietà del nipote Giovanni de Braose, figlio del defunto William, ma in marzo erano state sollevate delle rimostranze circa questo passaggio e solo nel mese di maggio il re aveva concesso a Giles il giudizio su tale questione. Il suo ritorno nelle braccia regali fu comunque di breve durata, Giles morì infatti il 17 novembre 1215 e venne sepolto ad Hereford.

## Genealogia episcopale
La genealogia episcopale è:
- Papa Lucio III
- Papa Alessandro III
- Arcivescovo Richard of Dover
- Arcivescovo Baldwin of Forde
- Arcivescovo Hubert Walter
- Vescovo Giles de Braose